# アシュリー・ポンセ
アシュリー・ディモス・ポンセ（Ashley Dimas Ponce, 1991年1月22日 - ）は、パナマ・チリキ県ダビッド出身のプロ野球選手（遊撃手）。右投右打。

## 経歴
2008年11月にピッツバーグ・パイレーツと契約。
2010年まではベネズエラン・サマーリーグでプレーし、2011年からはアメリカ本土のパイレーツ傘下A級でプレー。
2012年11月に、母国パナマで行われた第3回WBC予選のパナマ代表に選出された。
2015年3月25日にパイレーツを自由契約となった。
以降はパナマに帰国し、国内リーグで現役を続けている。

## 詳細情報

### 代表歴
- 2013 ワールド・ベースボール・クラシック・パナマ代表